# Chasseral
 (septembre 2023).
Le Chasseral est un sommet du massif du Jura suisse dans le canton de Berne, culminant à 1 607 mètres d'altitude. C'est le quatrième plus haut sommet du Jura suisse, 40 cm plus bas que le Chasseron. C'est le sommet de plus de 1 600 mètres le plus septentrional du Jura.
Point panoramique remarquable, il offre une vue s'étendant jusqu'au Plateau suisse, aux Alpes (du Säntis au mont Blanc), à la chaîne du Jura, une partie de la Franche-Comté, la plaine d'Alsace, les Vosges et de la Forêt-Noire.
Depuis novembre 2022, la région du Jura bernois adopte comme slogan « Grand Chasseral », en référence à son plus haut sommet.

## Caractéristiques physiques
Les deux chaînons supérieurs du massif de Chasseral se déploient parallèlement sur plus de 15 km, séparés par une longue dépression couverte de pâturages et de métairies. L'arête principale offre une crête ininterrompue tandis que l'arête septentrionale est coupée par une série de combes et de vallons transversaux comme la Combe-Grède, qui s'ouvrent sur le vallon de Saint-Imier où coule la Suze. Au sud, le massif est épaulé par le large plateau de Diesse d'où émerge le plissement isolé du mont Sujet.
Un phénomène de mouvement de matériaux assez particulier se produit sur le versant sud de Chasseral. Il s’agit d’une vingtaine de gros blocs, isolés de l’escarpement qui les libère et qui cheminent sur un éboulis colonisé par la végétation herbeuse. Leur mouvement est souligné par le déchirement de la pelouse en sillons parallèles, orientés dans la direction de la pente. L’amplitude des déplacements varie de 6 à 25 cm par an et le chemin parcouru par ces blocs atteint 20 à 30 m.

## Station de télécommunications

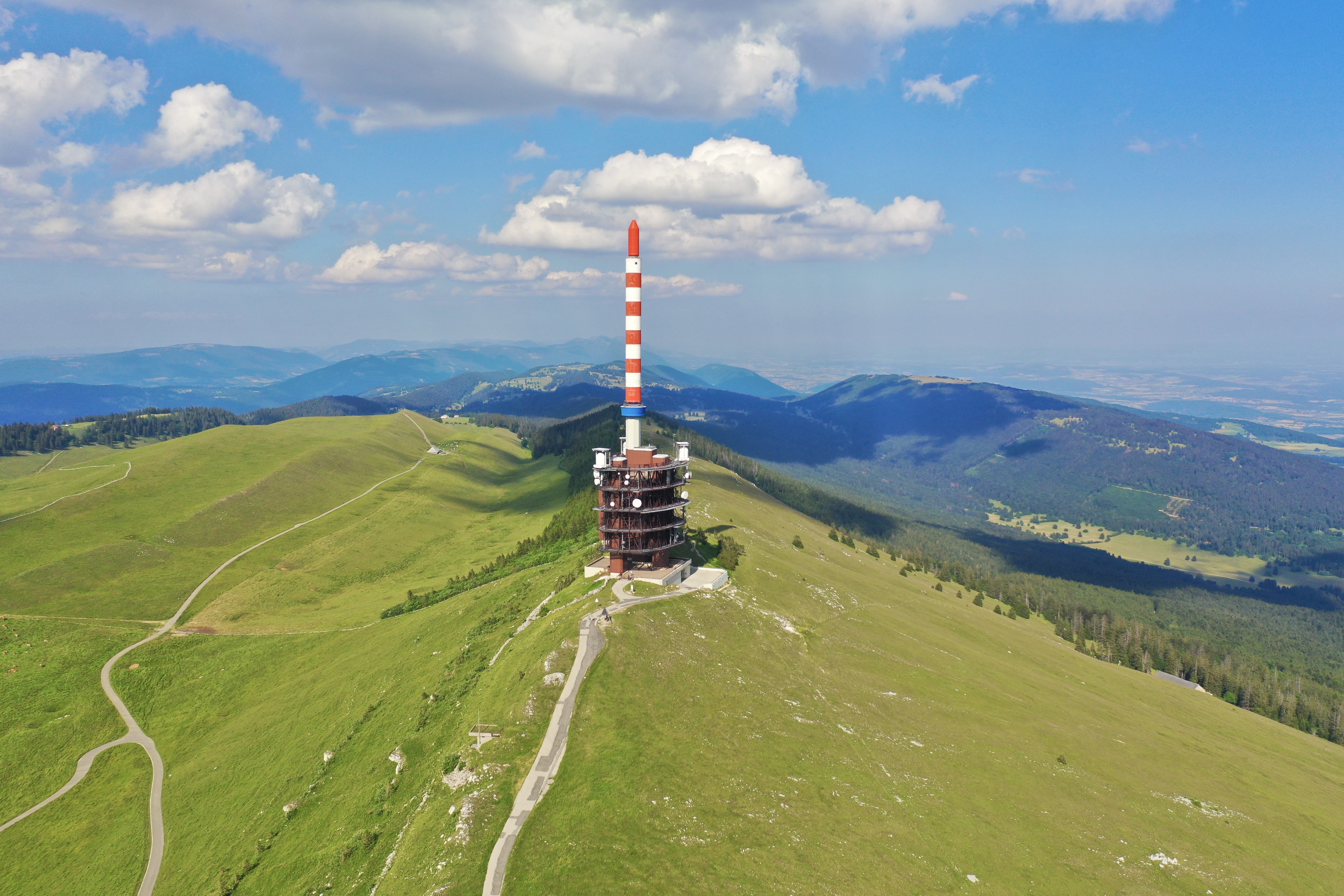
Vue aérienne de l'émetteur.

Le premier bâtiment destiné aux communications téléphoniques fut inauguré le 26 juin 1945.
À partir de 1954, la station fut utilisée par le service radiotéléphonique pour véhicules.
Dès 1970, un pavillon provisoire abrita les émetteurs permettant la diffusion des trois chaînes suisses de télévision sur le plateau, de Soleure à Yverdon.
La nouvelle station polyvalente, construite en 1983, comporte un émetteur, placé à une hauteur de 120 m, géré par Swisscom Broadcast pour le compte de SRG SSR idée suisse.
Le mât rouge et blanc de la station de télécommunications fut changé le 25 juin 2010 mettant en évidence une nouvelle « pointe ».
Ce sommet abrite encore une station météorologique automatique de MétéoSuisse et un relais pour radioamateurs : HB9XC sur 438,725 MHz.

## Tourisme
Le sommet du Chasseral est accessible par une route goudronnée, anciennement à péage, depuis le col du Chasseral. Depuis le début de l'année 2007, la route a été rachetée par le canton de Berne et le passage n'est désormais plus soumis à une taxe. De nombreux sentiers de randonnée conduisent également au sommet.
Un télésiège a relié Nods au Chasseral entre 1963 et 1993 et desservait une longue piste de ski tracée dans la forêt. Il a été entièrement démonté en 2005. Au pied de l'ancien télésiège, un téléski est toujours exploité l'hiver.
Depuis 1875, une auberge de montagne se trouve sur la crête sommitale. Incendiée en 1925, elle a été reconstruite en 1926 dans le style Heimatstil, sous la forme typique d'une ferme jurassienne, sous le nom d'hôtel Chasseral. L'hôtel-restaurant, ouvert toute l'année, compte parmi les auberges de montagne les plus fréquentées de Suisse, car il est l'un des rares hôtels de sommet suisses à être accessible par une route. Au cours de l'histoire, le parking de la propriété a été utilisé à plusieurs reprises pour des parades militaires. 
La station de ski des Bugnenets-Savagnières est située sur l'arête septentrionale au nord-ouest du col du Chasseral. Elle compte huit téléskis pour 16 pistes de ski alpin (30 km) entre 1 090 et 1 450 m d'altitude. C'est aussi le départ d'une piste de ski de fond de 25 km raccordée à celles de la Vue-des-Alpes et d'une autre reliant celles des Prés-d'Orvin.
Un décollage officiel pour parapentes et deltaplanes se trouve au sud de l'hôtel-restaurant avec un atterrissage à Nods.
Le Chasseral est au cœur du parc naturel régional du même nom.

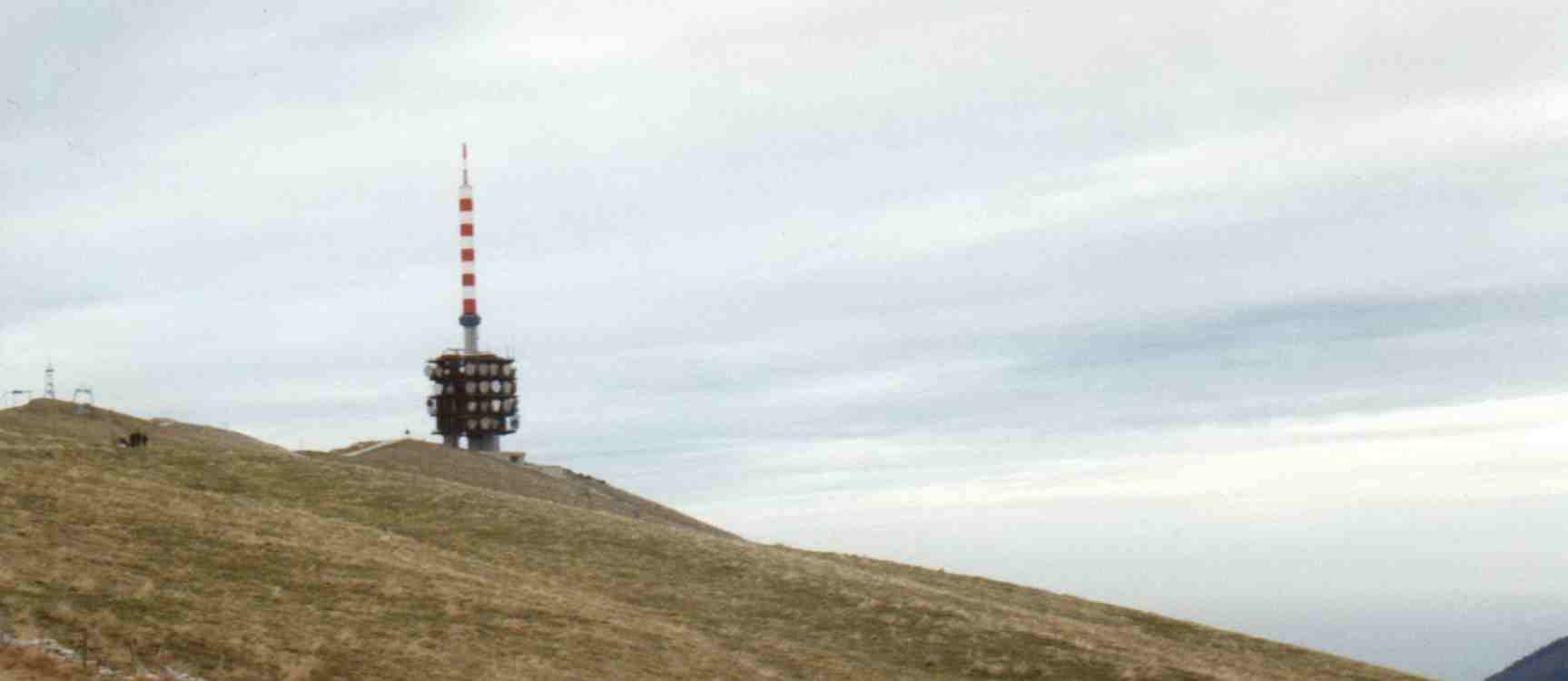
La partie sommitale Est du Chasseral.
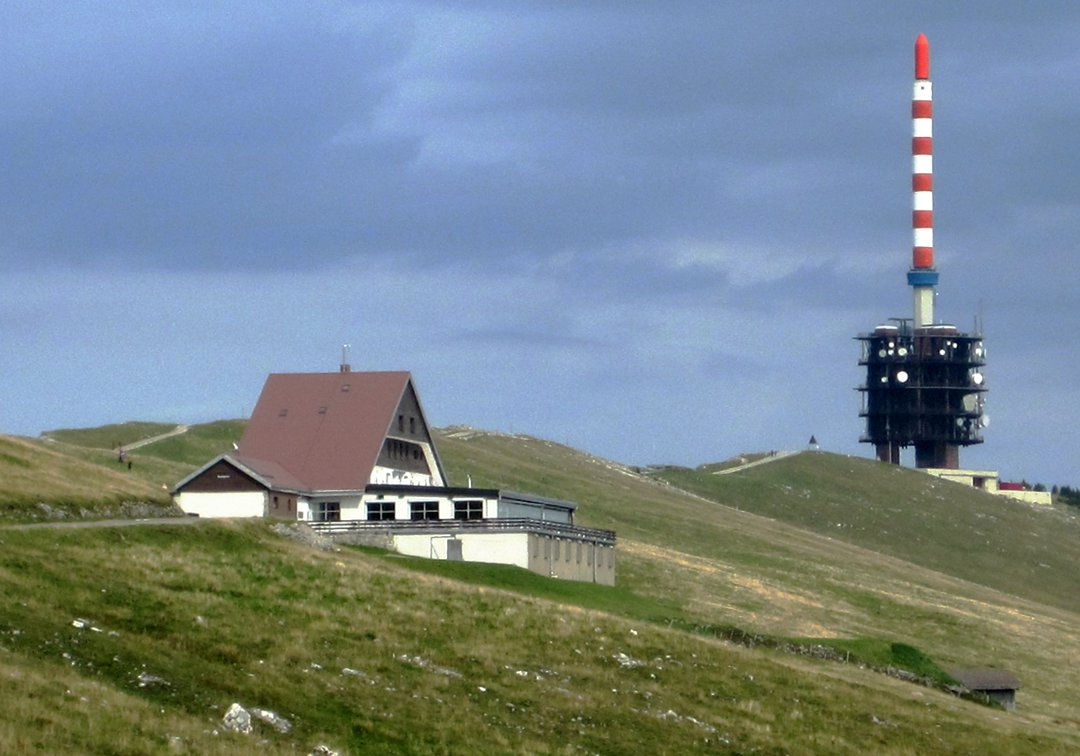
L’hôtel Chasseral et l'émetteur vu de l'ouest.
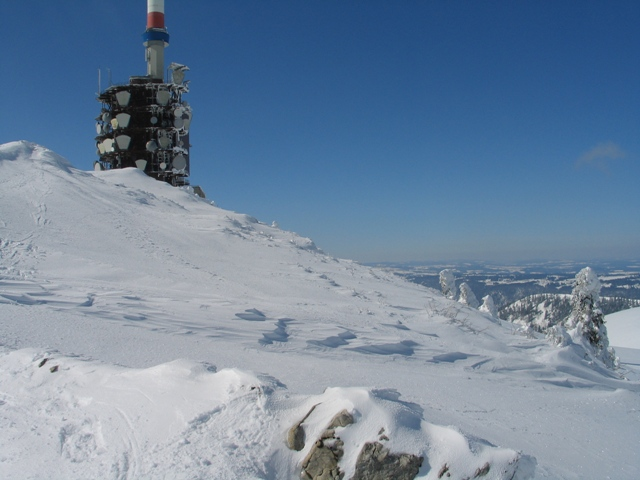
En hiver.
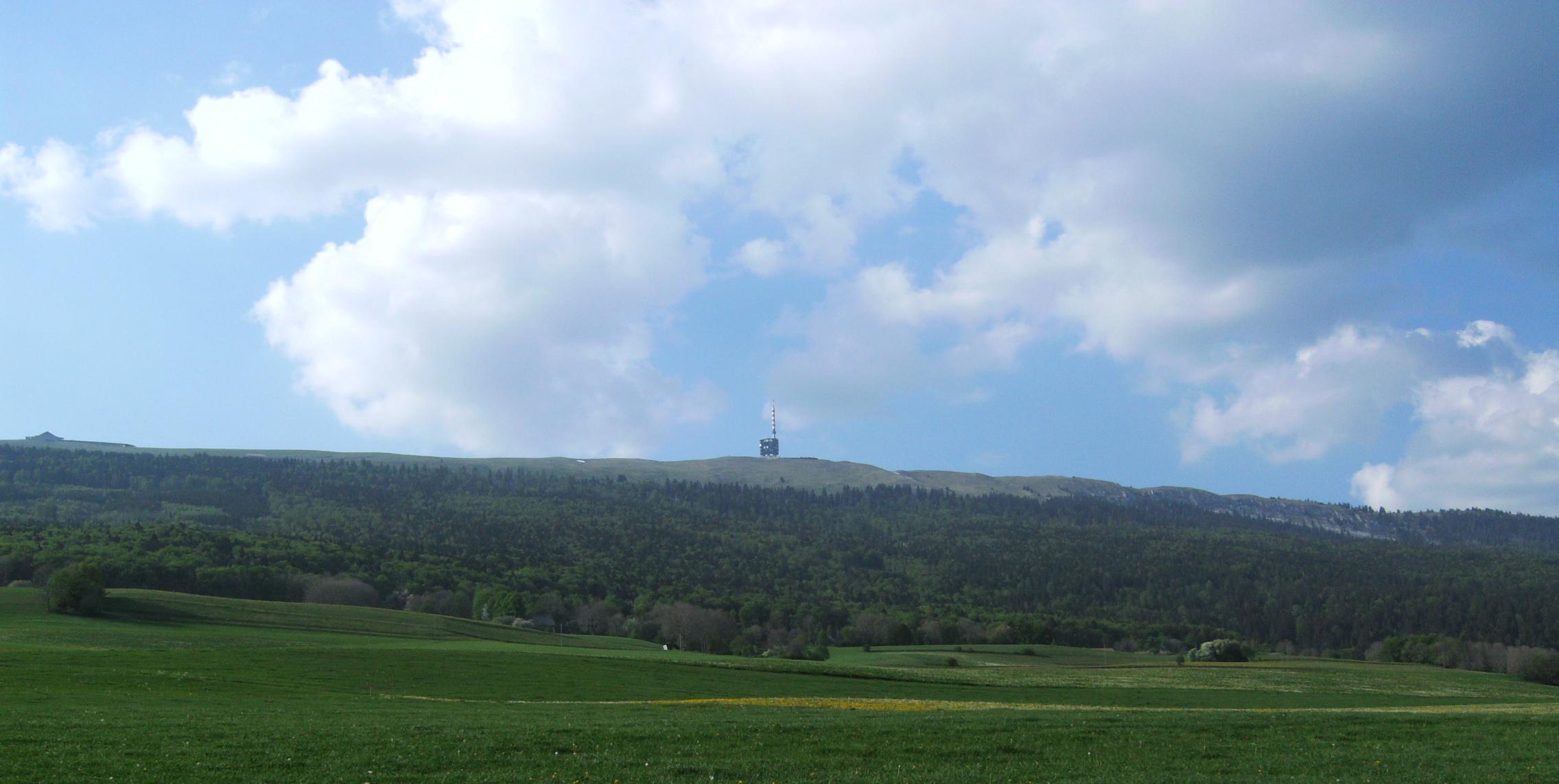
Versant sud du Chasseral, avec l'antenne de télécommunication au centre.
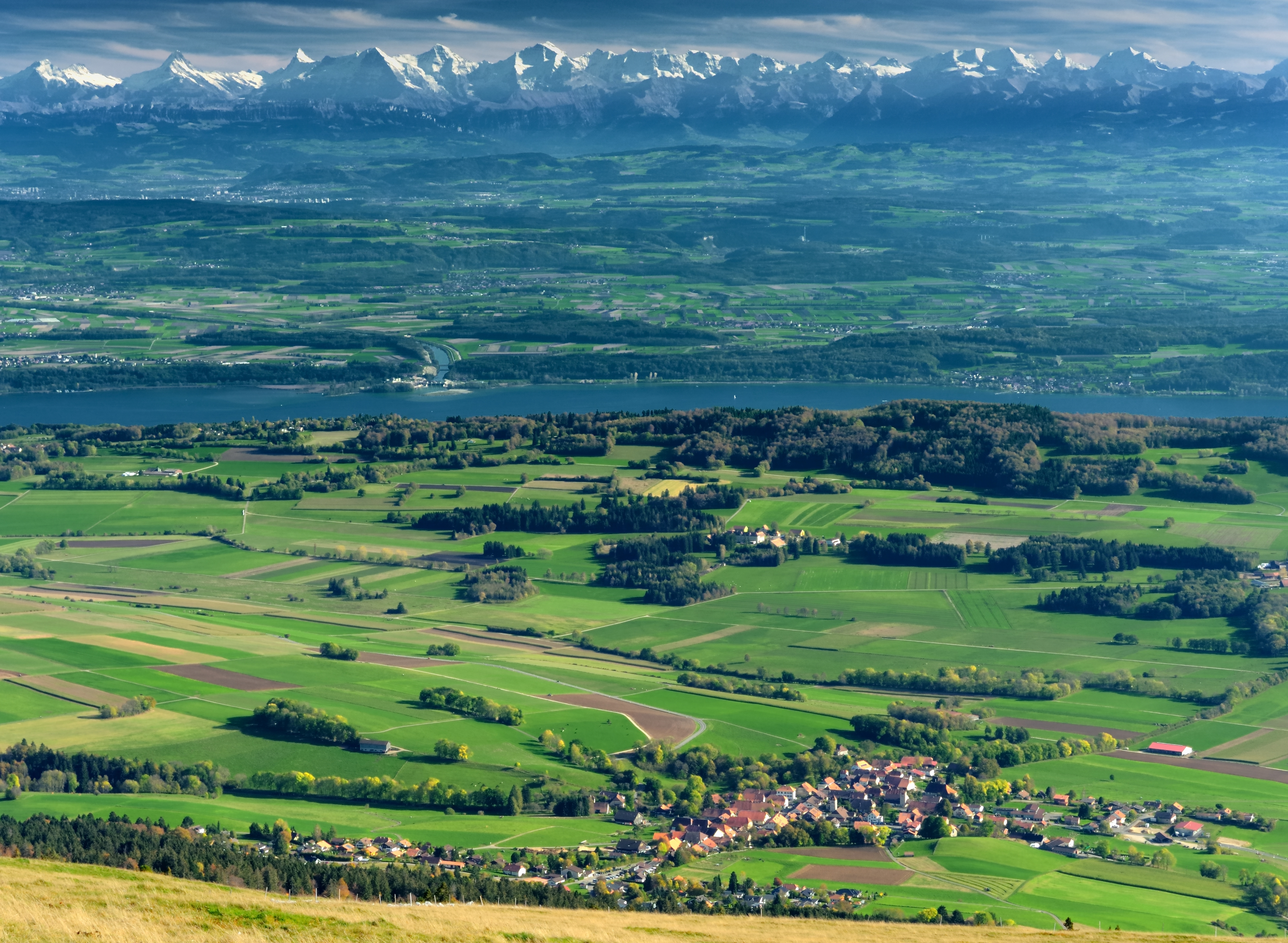
Vue sur le plateau suisse, le lac de Bienne, le canal de Hagneck et les Alpes bernoises.
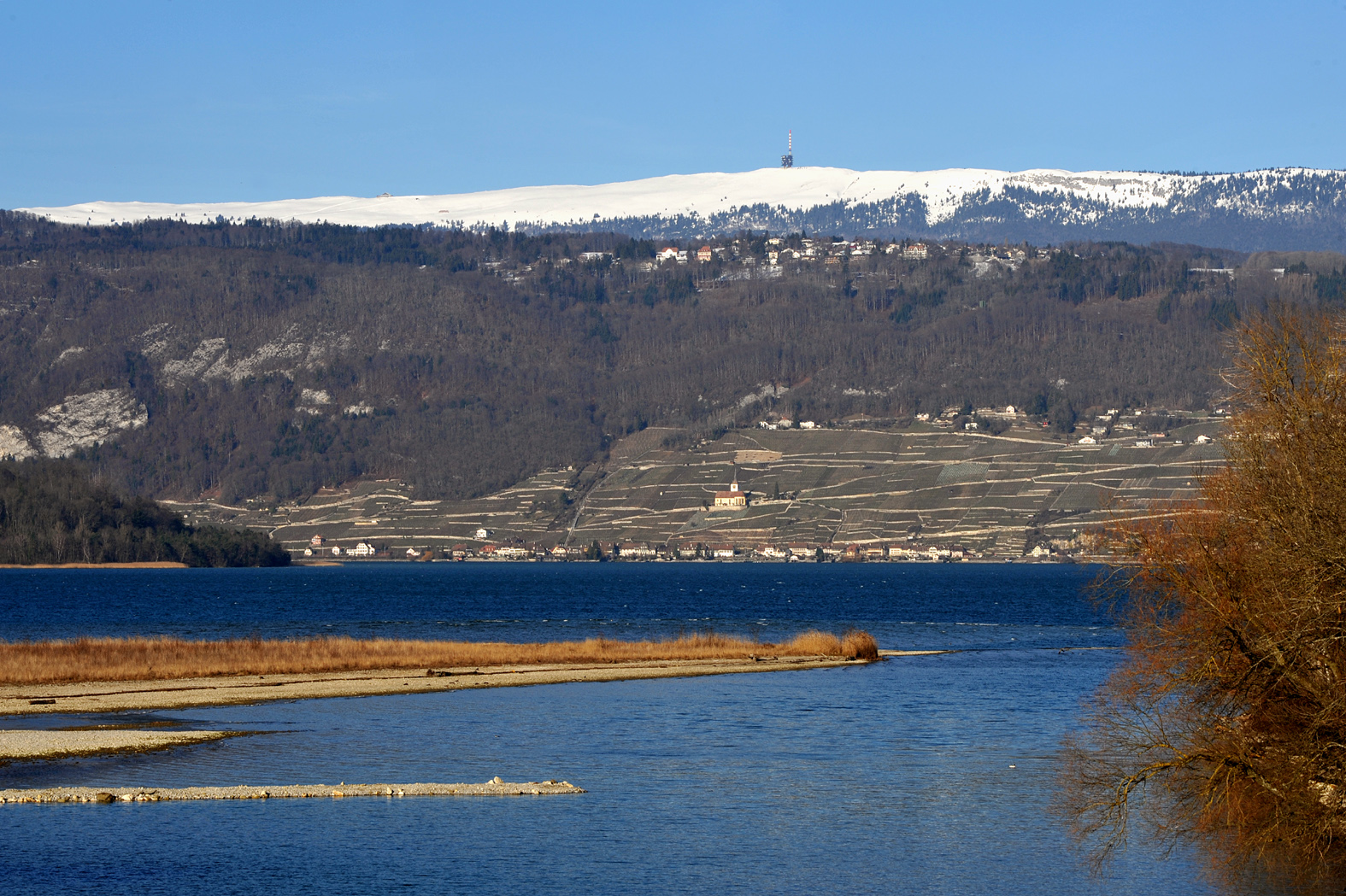
Le Chasseral vu depuis le canal de Hagneck et le lac de Bienne.

## Culture
Le Chasseral fait partie des montagnes qui apparaissent sur la photo officielle de 2024 du Conseil fédéral.